# Job Adriaenszoon Berckheyde
Job Adriaenszoon Berckheyde (getauft am 27. Januar 1630 in Haarlem; beigesetzt am 23. November 1693 ebenda) war ein niederländischer Maler.

## Leben
Berckheyde war ein Sohn des Fleischers Adriaen Joppen Berckheyde und der ältere Bruder des Gerrit Adriaenszoon Berckheyde. Er soll zunächst in die Lehre bei einem Buchbinder gegangen sein, trat jedoch am 10. November 1644 eine Ausbildung im Atelier des Malers Jacob Willemsz. de Wet an. Auf einem Zettel an einem Bild im Haarlemer Museum fand sich die vermutlich falsche Angabe, dass er auch ein Schüler von Frans Hals gewesen sei. Er ließ sich für einige Zeit am Rhein zwischen Utrecht und Woerden oder Leiden nieder, wo er die örtlichen Einwohner porträtierte und sich in der Landschaftsmalerei übte und auch Sehenswürdigkeiten skizzierte, um sie in seinen Werken zu verwenden. Er verbesserte auch seine Fähigkeiten in der figürlichen Malerei, indem er Bauern auf dem Feld, Hirten oder Gastwirte als Vorbilder nahm. Er unternahm mit seinem Bruder Gerrit (oder Gerard) eine Reise durch Deutschland, wobei sie Köln, Bonn und Mannheim besuchten. Um ihren Lebensunterhalt zu bestreiten, verkauften sie in Köln einige mitgebrachte Werke. Durch einen Zufall begegneten sie einer Nonne, die kürzlich ihren geliebten Bruder verloren hatte. Diese bat die Künstler, nach ihrer Beschreibung ein Bildnis des Verstorbenen anzufertigen. Zunächst zögerten sie, da ihnen diese Aufgabe recht schwierig erschien. Doch sie unternahmen den Versuch, und als das Porträt zur Zufriedenheit der Auftraggeberin ausfiel, entlohnte diese sie reichlich, so dass sie ihre Reise fortsetzen konnten. Die Brüder Berckheyde reisten weiter nach Heidelberg, wo zu dieser Zeit der Kurfürst Karl Ludwig von der Pfalz weilte und seinen Hof hielt. Der Prinz zog jeden Tag mit einem großen Gefolge zur Jagd aus. Die Brüder ergriffen die Gelegenheit und fertigten zwei Gemälde an, auf denen der Kurfürst, einiger seiner Höflinge und Oberjäger dargestellt waren. Sie platzierten die fertigen Werke an einer Stelle, an der die Jagdgesellschaft täglich vorbeikam, und ließen einen Boten zurück, der auf die Nachfrage des Kurfürsten Auskunft erteilen sollte, wer die Schöpfer dieser Werke seien und wo er sie bei Bedarf finden würde. Tatsächlich sah der Prinz die Gemälde, erkannte sich und seine Gesellschaft in ihnen und ließ die Maler herbeirufen. Obwohl der Kurfürst sie reichlich entlohnte und mit einer goldenen Medaille ausgezeichnet hatte und sie noch an seinem Hof lange Zeit ihre Kunst ausübten, sind dort keine Gemälde nachzuweisen. Ob es sich dabei nur um eine Anekdote handelte, bleibt unklar.
Als sie nach Haarlem zurückgekehrt waren, lebten sie gemeinsam mit ihrer unverheirateten Schwester Aechje. Am 10. März 1654 wurde er als Meister in die Zunft in Haarlem aufgenommen und war dann bis an sein Lebensende dort tätig. Sie wurden bekannt dafür, Geschichten zu erfinden, und erzählten einer Gesellschaft von ihrer königlichen Abstammung und den berühmten Leistungen ihrer Vorfahren.

## Werke (Auswahl)
Berckheyde malte ähnliche Stoffe wie sein Bruder, spezialisierte sich jedoch mehr auf Figurenmalerei, Architekturstücke (insbesondere kirchliche Gebäude oder andere Innenräume mit guten perspektivischen Kenntnissen), Genrebilder und Landschaften, die sich durch reiche Lichtwirkung und feine Färbung auszeichnen. Von seinen wenigen Gemälden kamen einige in die Sammlungen von Museen.
- Das Schüleratelier des Frans Hals (auf einem beigefügten Zettel sind die Brüder Berckheyde als dessen Schüler angegeben, die mit anderen um einen Tisch herum sitzen; die Zuschreibung ist laut Alfred von Wurzbach unsicher)[2]
- Ansicht des Innenhofes der Börse von Amsterdam, 1678 (kam in den Besitz des Herzogs von Arenberg in Brüssel)
- Inneres der großen Kirche zu Haarlem, 1665 (kam ins Museum nach Dresden)[3]
- Innenansicht der Kirche St. Bavo zu Haarlem, 1674
- Winterlandschaft (kam in ein Museum in Berlin)
- Selbstporträt, 1665 (Frans Hals Museum, Haarlem)

Genrebilder
- Das Maleratelier, 1659 (kam in die Eremitage)
- Am Frühstück
- Die Stadtwache vor dem Tore
- Der Bäcker, 1681 (Museum der Brotkultur, Ulm)

Biblische Darstellungen
- Christus segnet die Kinder, 1662
- Joseph empfängt seine Brüder in Ägypten, 1669